# Munda quadrimaculata
Munda quadrimaculata är en insektsart som beskrevs av Lucien Chopard 1951. Munda quadrimaculata ingår i släktet Munda och familjen syrsor. Inga underarter finns listade i Catalogue of Life.